# Hartmut Büttner
Hartmut Bruno Büttner (* 2. Januar 1952 in Kolenfeld) ist ein deutscher Politiker und war ab dem 20. Dezember 1990 vier Wahlperioden lang Mitglied des Deutschen Bundestages.

## Leben
Neben der Berufsausbildung besuchte Hartmut Büttner die Abendrealschule und anschließend das Abendgymnasium jeweils in Hannover. 1976 legte er die Fleischermeisterprüfung vor der Handwerkskammer Hamburg ab und war seither als selbständiger Fleischermeister tätig. 1990 zog er nach Schönebeck in Sachsen-Anhalt. Er ist mit Ehefrau Milagros seit 1975 verheiratet. Das Ehepaar hat mit Bianca (* 1976), Sebastian (* 1978) und Benjamin (* 1981) drei Kinder.

## Politische Laufbahn
1969 trat Büttner in die Junge Union und 1971 in die CDU ein. Von 1980 bis 1983 war er Landesvorsitzender der Jungen Union Niedersachsen. Von 1984 bis 1990 unter anderem Bezirksvorsitzender der Mittelstandsvereinigung (MIT) Hannover und Stellvertretender Landesvorsitzender der MIT Niedersachsen. Von 1974 bis 1990 war er Ratsherr der Stadt Garbsen, von 1985 bis 1990 Fraktionsvorsitzender.
Bei den Bundestagswahlen im Dezember 1990 wurde er für die Christlich Demokratische Union Deutschlands (CDU) über ein Direktmandat im Wahlkreis Magdeburg – Schönebeck – Wanzleben – Staßfurt in Sachsen-Anhalt in den Deutschen Bundestag gewählt. Insgesamt kandidierte Hartmut Büttner viermal für den Deutschen Bundestag. Zweimal errang er das Direktmandat in seinem Wahlkreis (1990 und 1994), zweimal wurde er auf der Landesliste von Sachsen-Anhalt in das Parlament gewählt (1998 und 2002). Aus familiären Gründen kandidierte Büttner 2005 nicht mehr für den Deutschen Bundestag. Seine politischen Funktionen im Bundestag waren unter anderem: Stellvertretender Vorsitzender des Innenausschusses, Mitglied im Stiftungsrat der Bundesstiftung zur Aufarbeitung der SED-Diktatur, Mitglied im Parlamentarischen Kontrollgremium zur Kontrolle der Nachrichtendienste (zweimal Vorsitzender), Vorsitzender der CDU-Landesgruppe Sachsen-Anhalt, Vorsitzender der deutsch-spanischen Parlamentariergruppe, Mitglied im geschäftsführenden Bundesvorstand der MIT. Nach seinem Ausscheiden wurde Hartmut Büttner vom Deutschen Bundestag erneut in den Beirat der Stasiunterlagenbehörde gewählt. Hier hatte Hartmut Büttner die Funktion des 1. Stellvertretenden Vorsitzenden inne. Weiterhin ist er Vertreter für den Deutschen Bundestag im Kuratorium der Stiftung Archiv der Parteien und Massenorganisationen der DDR und war bis 2008 Stiftungsrat der Bundesstiftung zur Aufarbeitung der SED-Diktatur. Diese Funktionen sind mittlerweile ausgelaufen.
Für die Bundestagswahl 2005 trat er nicht mehr an. Im September 2006 kandidierte Hartmut Büttner als Bürgermeisterkandidat für die CDU in Garbsen bei Hannover. Gegen fünf Mitbewerber erreichte er zunächst mit 39,1 % die Stichwahl. Mit 49,6 % erzielte Hartmut Büttner in der Stichwahl das beste Ergebnis, welches bis 2006 jemals von einem Nichtsozialdemokraten in Garbsen erreicht wurde. Bürgermeister wurde noch einmal ganz knapp der Amtsinhaber Alexander Heuer (SPD).
Von 2006 bis 2021 war Hartmut Büttner Vorsitzender des Garbsener Stadtrates. Dabei gab es 2006 noch eine Kampfabstimmung die Hartmut Büttner mit 24 Stimmen gegen einen sozialdemokratischen Mitbewerber gewann. Hartmut Büttner wurde nach den Stadtratswahlen 2011 und 2016 jeweils einstimmig im Amt des Ratsvorsitzenden bestätigt. Bei den Kommunalwahlen des Jahres 2021 wurde er erneut in den Garbsener Stadtrat gewählt. Um ein Zeichen der demokratischen Erneuerung einer lebendigen kommunalen Demokratie zu geben und aus gesundheitlichen Gründen kandidierte er nicht mehr für den Ratsvorsitz. Dafür übernahm er die Funktion des Vorsitzenden im Ausschuss für Wirtschaft, Bildung und Finanzen.

## Sonstiges
Hartmut Büttner ist außerdem als Zeitzeuge der Wiedervereinigung im Zeitzeugenportal 20 Jahre Friedliche Revolution und Deutsche Einheit aktiv beteiligt.
Im Jahr 2010 gründete Hartmut Büttner das Niedersächsische Netzwerk für SED- und Stasiopfer. Es umfasst Betroffene, die es nach Niedersachsen verschlagen hat und die in Niedersachsen aktiven Organisationen von Opfern der SED-Diktatur. Seit diesem Zeitpunkt ist Hartmut Büttner der Sprecher dieses Netzwerkes.
2009 veröffentlichte Hartmut Büttner eine Dokumentation Der lange Arm der Stasi reichte bis Garbsen. Die Aufzeichnungen schildern den Lebensweg von einigen heutigen Garbsenern, die zumeist aus der ehemaligen DDR stammen und erheblich unter den Pressionen der Staatspartei SED und ihrem gnadenlosen Geheimdienst MfS gelitten haben. Weitere Beiträge beweisen, dass der lange Arm der Stasi tatsächlich bis Garbsen reichte und Garbsen zum Operationsfeld des DDR-Geheimdienstes wurde. Die Ergebnisse sind in ihrer Größenordnung auch ungewöhnlich für das frühere Bundesgebiet. Drei aktive Täterzellen arbeiteten aus Garbsen für die Stasi. Von den in den 1990er Jahren verurteilten Westspionen, die tatsächlich eine Haftstrafe absitzen mussten, kamen immerhin 10 % aus Garbsen. Vor ca. 500 Interessenten stellte Hartmut Büttner 2009 die packenden Einzelheiten in zwei Veranstaltungen öffentlich vor.
Zusätzliche Erkenntnisse erbrachte noch ein Forschungsauftrag bei der Stasi-Unterlagenbehörde.
Dank dieser Arbeit und seinen umfangreichen Vorkenntnissen als einer der politischen Väter des Stasi-Unterlagen-Gesetzes, wurde Hartmut Büttner im Februar 2015 als Sachverständiger in eine Enquete-Kommission des Niedersächsischen Landtages berufen. Unter dem Titel „Verrat an der Freiheit – Machenschaften der Stasi in Niedersachsen aufarbeiten“ wurde bis Ende 2017 ein umfangreicher Abschlussbericht vorgelegt. Aus der Feder von Hartmut Büttner stammt ein großer Teil der einstimmig vom Landtag verabschiedeten Empfehlungen.

### Ehrungen
1998 erhielt Büttner das Bundesverdienstkreuz am Bande der Bundesrepublik Deutschland. Weiterhin wurde er 1992 mit dem Stelingen-Preis und 2004 mit dem Garbsener Bürgerpreis „Mutter Courage“ ausgezeichnet. 2019 erhielt Hartmut Büttner den Sonderpreis des Karl-Wilhelm-Fricke-Preises der Bundesstiftung zur Aufarbeitung der SED-Diktatur für sein Lebenswerk.

## Ausarbeitungen
- 1994 WOSSI – Deutschlands Zukunftsmischung?
- 12/2014 Der lange Arm der Stasi reichte bis Garbsen
- 26. Dezember 2018 Die Büttners – Eine Familiengeschichte im Strudel der Zeit